# Flines-lez-Raches

Flines-lez-Raches este o comună în departamentul Nord, Franța. În 1 ianuarie 2022 avea o populație de 5.677 de locuitori.